# Макаров Віктор Васильович
Ві́ктор Васи́льович Мака́ров (9 серпня 1946, Інгулка, Миколаївська область) — український науковець. контрадмірал. Професор. Начальник Севастопольського військово-морського інституту імені П. С. Нахімова.

## Біографія
Народився 9 серпня 1946 року в селі Інгулка Баштанського району Миколаївської області в сім'ї вчителів. У 1971 році закінчив Каспійське вище військово-морське училище ім. С. Кірова, отримавши спеціальність штурмана.
З 1971 року по 1984 рік служив на радянському Північному флоті на атомних підводних човнах, пройшовши всі сходинки від командира електронавігаційної групи до командира підводного крейсера стратегічного призначення.
У 1984—1986 рр. навчався у Військово-морській академії ім. М. Г. Кузнєцова — Адмірала Флоту Радянського Союзу у м. Санкт-Петербург. Згодом в ад'юнктурі, захистив кандидатську дисертацію, викладав в академії на кафедрі тактики підводних човнів.
З 1992 року в Збройних силах України. У 1992 році очолив Севастопольський військово-морський інститут імені П. С. Нахімова.
У 1993 році отримав звання контрадмірал. З 1996 по 2000 очолював кафедру ВМС у Академії Збройних Сил України в Києві. У 2000 році звільнився в запас. Продовжує викладацьку діяльність в Національні академії оборони України.